# Delarbrea harmsii
Delarbrea harmsii är en araliaväxtart som beskrevs av René Viguier. Delarbrea harmsii ingår i släktet Delarbrea och familjen Araliaceae. Inga underarter finns listade.